# 김종규 (농구 선수)
김종규(金鐘奎, 1991년 7월 3일~)는 대한민국의 농구 선수로 포지션은 센터이다. 현재 안양 정관장 레드부스터스 소속으로 뛰고 있다.

## 출신 학교
- 성남초등학교
- 성남중학교
- 낙생고등학교
- 경희대학교

## 이력
신장은 206cm이고 체중은 90kg인 그의 서울특별시 동대문구 휘경동에서 태어났다.
2010년 대학 농구에 첫 입문한 그는 2012년 경희대 대학 농구 에이스로 급부상하였으며 이후 2013-14 한국프로농구 신인드래프트에서 1라운드 1순위로 창원 LG 세이커스에 지명됐다.
그러나, 올해 KBL 자유 계약 선수 신분으로 풀려 LG와 협상이 결렬됨에 따라, 원주 DB 프로미로 이적하게 되었다.

## 경력

### 프로 경력
- 2013~2019 : 창원 LG 세이커스
- 2019~현재 : 원주 DB 프로미

### 국가대표
- 2011년 FIBA 아시아 선수권 대회
- 2011년 윌리엄 존스컵 남자
- 2011년 EABA 동아시아남자농구선수권대회
- 2013년 FIBA 아시아 선수권 대회
- 2013년 EABA 동아시아남자농구선수권대회
- 2014년 FIBA 농구 월드컵
- 2014년 아시안 게임 농구 남자

## 수상
- 2010 KB국민은행 대학농구리그 수비상
- 2012 KB국민은행 대학농구리그 챔피언결정전 MVP
- 2013 KB국민은행 대학농구리그 MVP
- 2013 KB국민은행 대학농구리그 블록슛상
- 2013 KB국민은행 대학농구리그 2점슛상
- 2013 EABA 동아시아남자농구선수권대회 우승
- 2013-2014 KB 국민카드 프로농구 신인상
- 2014년 아시안 게임 농구 남자 금메달